# 1964 في النرويج
فيما يلي قوائم الأحداث التي وقعت خلال عام 1964 في النرويج.

## سياسة

### تعيين في المنصب
- 20 يناير – تريغفه لي وزير التجارة والشحن [الإنجليزية]‏.

### انتهاء فترة المنصب
- 20 يناير – تريغفه براتلي Minister of Transport of Norway [الإنجليزية]‏.
- 20 يناير – تريغفه لي Minister of industry  [لغات أخرى]‏.

## مواليد

### يناير
- 22 يناير – كريستين ماير عالمة اقتصاد نرويجية.

### أبريل
- 29 أبريل – توماس روبسام

### مايو
- 15 مايو – ليفي هنريكسن كاتب نرويجي.[1]

### يوليو
- 22 يوليو – آنيكا فون دير ليب ممثلة نرويجية.[2]
- 27 يوليو – أتل بيديرسين دراج نرويجي.

### أغسطس
- 19 أغسطس – تورجير برين لاعب كرة سلة نرويجي.

### أكتوبر
- 3 أكتوبر – يوستاين فلو لاعب كرة قدم نرويجي.[3]
- 24 أكتوبر – فروده غرودوس لاعب كرة قدم نرويجي.[4]

### نوفمبر
- 10 نوفمبر – ماغنوس سكيفينغ ممثل آيسلندي.

## وفيات

### يناير
- 2 يناير – إنقولف بيدرسن (مواليد 1890) لاعب كرة قدم نرويجي.